# 李恵珍
李 恵珍（繁体字：李 惠珍、テレサ・ワイチュン・リー、1939年ごろ–2020年8月27日）は「香港少女漫画のパイオニア」とされる漫画家。香港漫画史で数少ない女性漫画家の中でもっとも成功した一人である。裕福でおしゃれ好きな少女が主人公の代表作『13点』（英: Miss 13 Dots）は香港と東南アジアでもっとも数多く発行されたコミックの一つである。

## 経歴

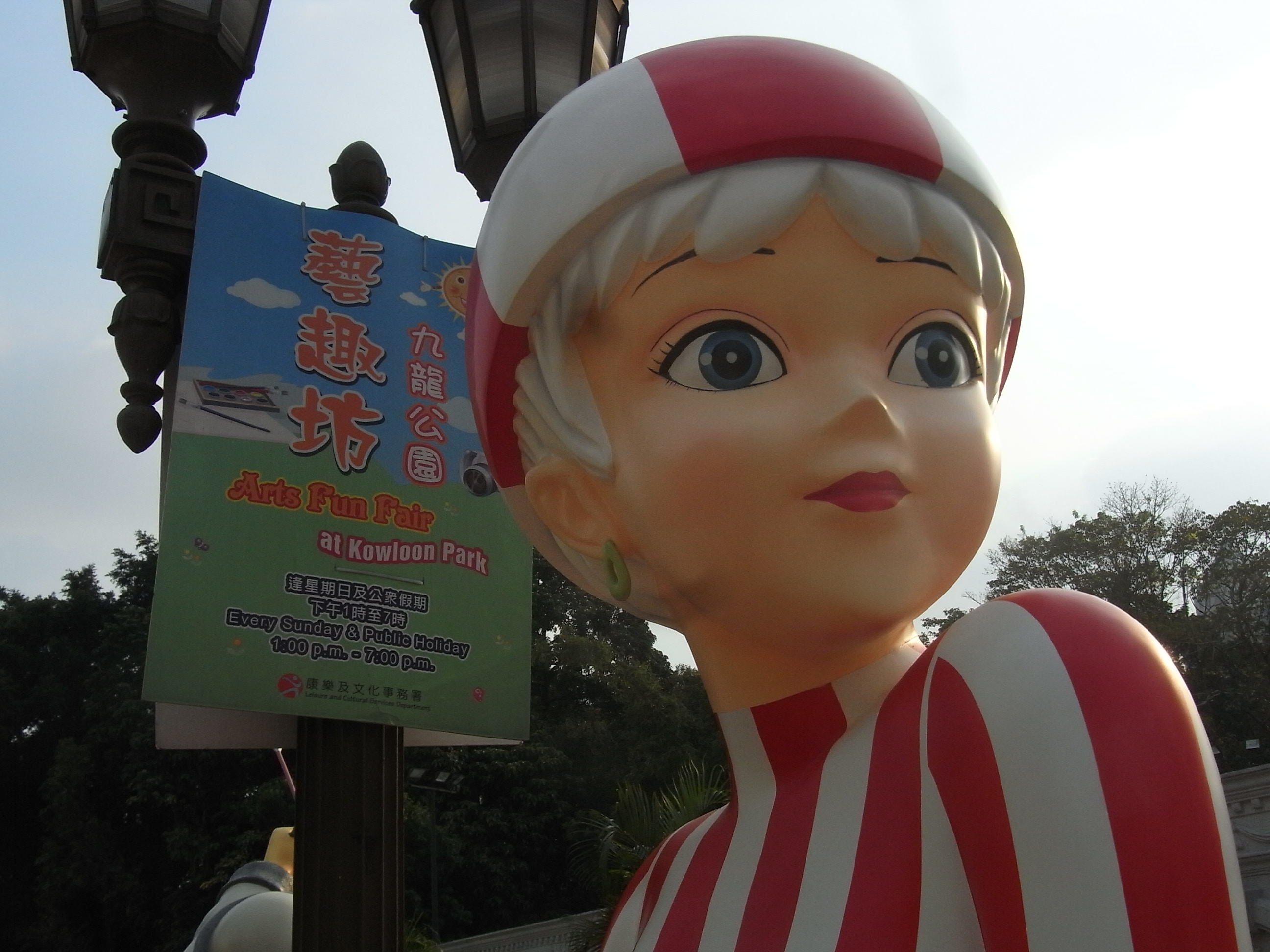
香港漫画星光大道に設置されている「13点」の像。

### 生い立ち
李の回想によると、幼少期に影響を受けた相手には児童画家の關山美、漫画家の陳子多、米国の新聞配信コミック・ストリップ『グラマー・ガールズ』の作者ドン・フラワーズがいる。香港に出回っていた米国コミックの中でも『ホット・スタッフ・ザ・リトル・デビル』はいたずらっぽくて心温まるお話として愛読していた。同じくハーヴェイ・コミックス作品で裕福な子どもが主人公の『リッチー・リッチ』は後の『13点』の着想元になった。
絵画学校で中国画を学ぶかたわら児童誌にイラストレーションを寄稿し始めた。1965年には天天日報紙が主催する子供のファッションデザインコンテストに優勝した。このころ後に夫となるコミック出版者の男性と知り合い、同年3月には最初のコミックブック作品『花花小姐』(Miss Flowers) を描いた。少女探偵が主人公の作品で、8号にわたって刊行された。1960年代には香港漫画の作画も西洋のポップカルチャーの影響を受けて大きく発展しており、李の実験的で新しい画風は読者の目を引いた。作品の題材には恋愛もののほか探偵ものやファンタジーがあり、男性の読者もいた。

### 『13点』
1966年には隔週刊のコミックブックシリーズ『13点』(Miss 13 Dots) が発刊された。主人公の呼び名である「13点」は上海語の俗語で、「12時に13回の鐘を打つ時計」のように短慮ながら行動的でキュートな若い女性を意味する。コミックの13点は大富豪の銀行家を父親に、娘に甘い女性を母親に持つ美しい女子高生である。『13点』は『リッチー・リッチ』と同じく非現実的なほど裕福な主人公の冒険を描いていた。西洋風のファッションは同作が力を入れていた点の一つで、初めの28号だけで1700着以上の異なる衣装が描かれていた。コミックを仕立屋に持参して衣装デザインを模倣させる読者も多かった。李は『マドモアゼル』のような女性誌を参考資料にしており、常に最新のファッションを取り入れていた。
『13点』は男を支え、受け身で従属的という伝統的な女性像が主流だった香港漫画に元気いっぱいで健康的な若い女性という肯定的なイメージを打ち出し、女性読者の共感を集めたとされる。1960年代は香港経済が上昇傾向に転じ、女性の教育と就業の機会が拡大した時期だった。香港で女性向け漫画が初めて登場したのはこのころで、李はその中でも突出した存在だった。女性の社会的地位が大きく変化する時期にあって、13点はフェミニストのアイコンとして生み出され、読者にもその通りに受け入れられた。李は[13点は] やりたいことをやり、自分で決断し、自分の考えを持っていると語っている。
『13点』の人気は1960年代後半から1970年代前半にかけてピークを迎え、月刊発行数は5万部に達した。シリーズは1980年に全178号で完結した。

### 後年の活動

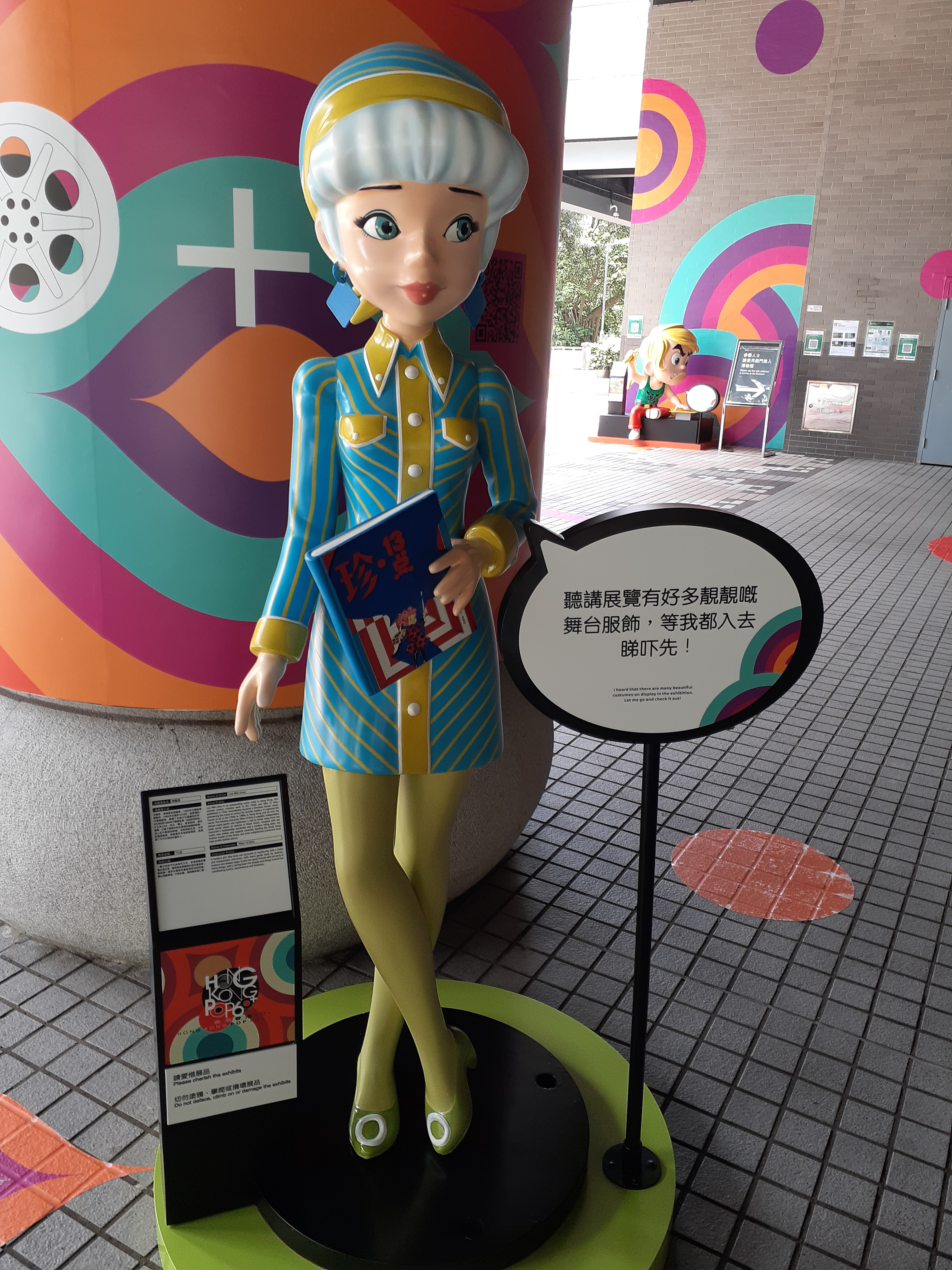
香港文化博物館に展示されている「13点」。

1978年からは夫とともに新創刊の児童誌 Sannei Gogo (Brother Sunny) に子ども向け漫画を描いた。
1996年と2003年には『13点』の復刻版単行本が出版された。それらは1960年代ファッションへの関心や返還以前の時代へのノスタルジーに乗って再評価され、李本人も香港漫画史上の重要性が認知された。『13点』は新しい世代の読者を獲得し、日本の作品が主流になった中で貴重な地元産少女漫画として人気を博した。

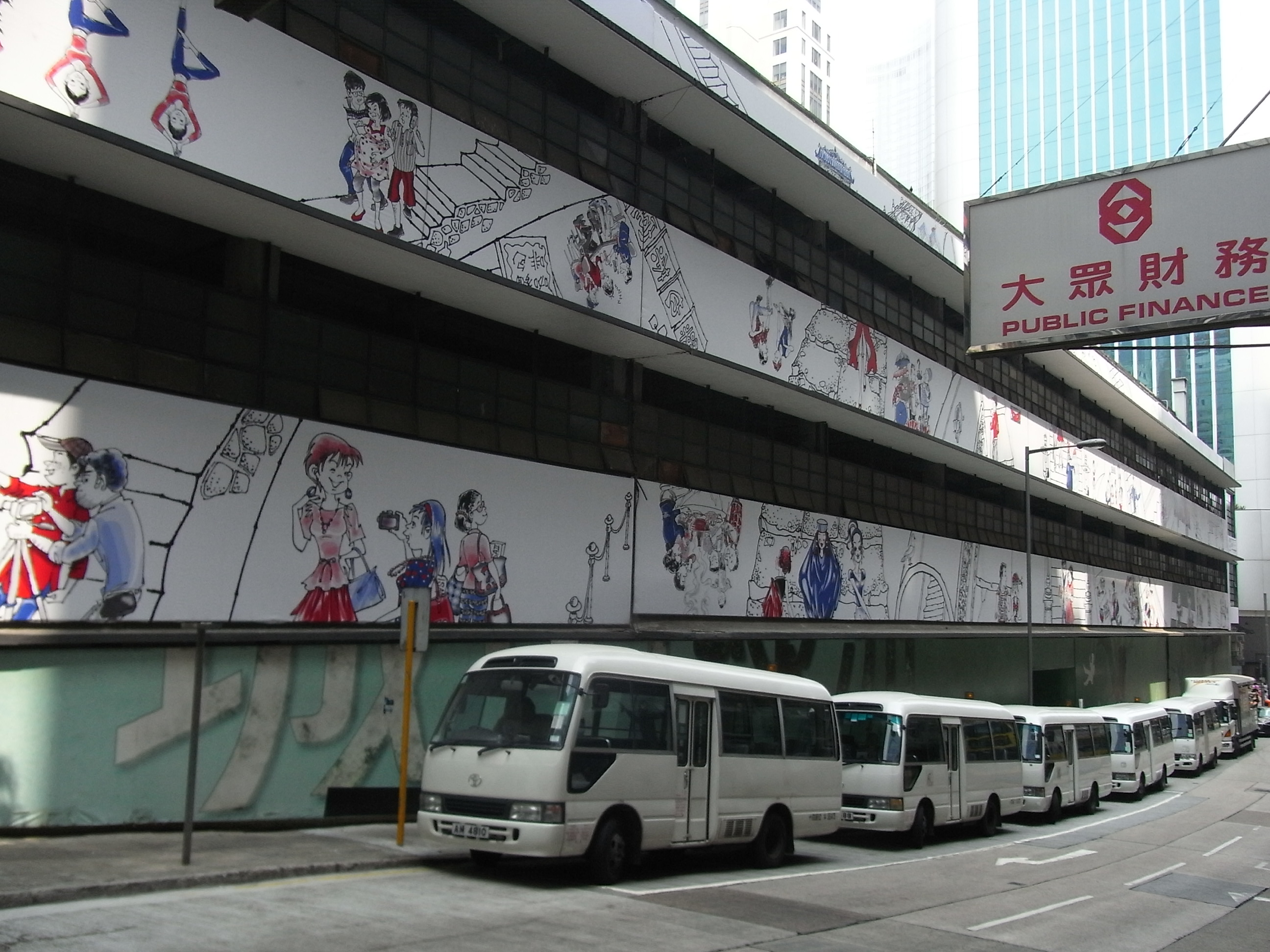
香港セントラル・マーケット（写真は2012年）のクイーンビクトリア通りに沿った外壁には李のイラストレーションが用いられている。

2005年には12インチサイズの「13点」着せ替え人形が発売された。2008年2月にはデジタル作画を取り入れた「13点」の新作『恋恋巴黎』が刊行された。香港観光局からの依頼が元になった作品で、李は香港全土でプロモーションツアーを行った。2014年、香港アートセンター動漫基地において「13点」の単独展示が行われた。2015年には香港知専設計学院の学生が「13点」を元にして服飾デザインを行うプロジェクトが実施された。2022年12月7日、香港郵政から「13点」をテーマにした収集家向けの切手セットが発行された。
李は2018年に芸術分野における業績と、若い芸術家へのたゆみない支援が称えられて香港アートセンターの初代名誉フェローに就任した。

## 死去
2020年8月27日に病死し、聖ミカエルカトリック墓地に埋葬された。

## 人物
1986年のインタビューでは、作品の印象とは裏腹なシャイな人柄が紹介されている。
作品の着想を得るため自ら取材に出ることが多く、撮影した写真を自宅で現像していた。香港の樂蒂、林黛、陳寶珠、蕭芳芳、ならびに欧米のオードリー・ヘップバーン、ヴィヴィアン・リー、エリザベス・テイラーのファンで、それらの女優が着ていた衣装を作品に取り入れている。後年の作品では、古典演劇などの題材をペンとインクの代わりに針と糸を使って描いたものがある。

## 関連文献
- 李, 惠珍; 黄, 少仪 (2003). 完全《13點漫畫》圖鑑: 李惠珍的創作. 吳興記書報社. ISBN 9789628688562 — 『13点』ガイドブック
- 李, 惠珍 (2016). 珍．13點. 三聯書店(香港)有限公司. ISBN 9789620439575 — 自伝